# Pilar de Lara Cifuentes
Pilar de Lara Cifuentes, Cartagena, 1971, es  una jueza española, magistrada conocida por su labor en la lucha contra la corrupción. 

## Trayectoria
De Lara Cifuentes es licenciada en derecho, comenzó su carrera judicial en 1997. Ejerció como jueza en Mieres desde 1999 y ascendió a magistrada con plaza en la ciudad de Lugo en 2007, donde se hizo cargo del Juzgado de Instrucción número 1.En 2007 asumió la titularidad del Juzgado de Instrucción número 1 de Lugo donde dirigió algunas de las investigaciones más relevantes contra la corrupción en Galicia como las operaciones Pokémon, Carioca, Cóndor y Pulpo. Causas que involucraron a políticos, empresarios y fueron reconocidas por su magnitud y complejidad.

### Operación Carioca
Implicó a 80 personas en una red de prostitución, entre ellos varios miembros de la Guardia Civil y de la Policía Nacional.Se encargó además de investigar la Operación Pokémon, caso derivado de la Operación Carioca, que se saldó con la detención de varios personajes políticos por cohecho y malas conductas, entre ellos el alcalde de Ourense, Francisco Rodríguez Fernández, y el alcalde de Boqueixón, Adolfo Gacio.

### Caso Do garañon
De Lara Cifuentes lideró este caso sobre presunta corrupción urbanística en Lugo en el que llegó a implicar al entonces alcalde, Xosé Clemente López Orozco y al concejal de Urbanismo, Xosé Ramón Gómez Besteiro. El caso finalmente fue desestimado. 

### Sanción y apartamiento
En 2019 el Consejo General del Poder Judicial abrió un expediente disciplinario a  De Lara Cifuentes por supuestos retrasos injustificados y desatención en la tramitación de las causas. La sancionó en septiembre de 2019 con siete meses y un día de suspensión de empleo y sueldo, lo que implicó la pérdida de su plaza en Lugo. 
El Tribunal Supremo confirmó esta sanción en 2021 considerando que los hechos imputados eran graves.

### Nueva etapa en Ponferrada
Tras cumplir la sanción fue destinada al Juzgado de Primera Instancia e Instrucción número 3 de Ponferrada en la provincia de León.En esta nueva etapa ha continuado su labor judicial desarticulando una red de asaltos a lavanderías en Galicia, Asturias y León llevando a juicio a políticos locales como el alcalde de Cabañas Raras condenado por prevaricación y gestión interesada.

### Activismo en derecho animal
Pilar de Lara además ha destacado por su activismo en defensa de los derechos de los animales. Fue responsable de la primera orden de alejamiento en España para proteger a una perra de sus propietarios.
Es miembro de Intercids-Operadores Juridicos por los animales, asesora en la elaboración de enmiendas al Código Penal en materia de maltrato animal. También colabora con el Observatorio de Derecho Animal de Argentina y con la Asociación Iberoamericana de Derecho, Cultura y Ambiente.